# فؤاد مرادوف
مرادوف فؤاد راؤف أغلو (بالأذرية: Muradov Fuad Rauf oğlu ) - رئيس لجنة الدولة للعمل مع الشتات في أذربيجان، رابع رئيس المجلس الوطني لمنظمات الشباب بجمهورية أذربيجان، نائب عن التحويلات الرابعة والخامسة في  الجمعية الوطنية.

## حياته وتعليمه
ولد مرادوف فؤاد راؤف أغلو في 22 يوليو عام 1979 في مدينة باكو.
تلق فؤاد مرادوف تعليمه الثانوية في مدرسة رقم 6 في مدينة باكو بين 1986-1996.
في عام 2002 تخرج مرادوف من جامعة أذربيجان الحكومية للنفط والصناعة، وجامعة نيس صوفيا أنتيبوليس في فرنسا، وجامعة جنوة في إيطاليافي إطار برنامج TEMPUS بدرجة الماجستير على تخصص الأثر البيئي لصناعة النفط. فؤاد مرادوف هو مؤالف عشر الأعمال العلمية و الأفرودة.
هو متزوجيجيد  الإنجليزية والروسية والفرنسية.

## نشأته في العمل
- بين 2002-2004 أنتخب فؤاد مرادوف رئسيا للجنة الرقابة المالية لمنتدى الشباب الأوروبي.[4]
- في 2002-2004 كان الأمين العام في المجلس الوطني لمنظمات الشباب و رئيسا بين 2004-2012.
- عام 2005 أنتخب فؤاد مرادوف نائبا في  الجمعية الوطنية.
- منذ 2018 فؤاد مرادوف هو رئيس لجنة الدولة للعمل مع الشتات في أذربيجان.